# Amigxs de la Tierra/Federación Anarquista Informal
Los Amigxs de la Tierra/Federación Anarquista Informal (también conocidos como Amigxs de la Tierra/FAI) fue una guerrilla urbana originaria de Buenos Aires, siendo conocido por perpetrar ataques incendiarios contra vehículos públicos y privados (conocidos popularmente como "quemacoches").

## Trasfondo
Durante los años 2010 al 2013, grupos anarquistas reivindicaron la mayor campaña de violencia política de la historia argentina reciente sin muertos ni heridos con ataques que alcanzaron patrullas policiales, edificios gubernamentales y bancarios y propiedad privada. Las autoridades atribuyeron varios ataques a pequeña escala en la ciudad contra instituciones financieras y oficinas de destacadas empresas nacionales y extranjeras a grupos anarquistas chilenos. El modus operandi de los "quemacoches" usualmente atacan por la noche o la madrugada, si la zona es tranquila, incluso lo hacen en horas del mediodía. siempre de manera rápida y cautelosa dejando pequeños explosivos incendiarios o rociando bencina a las llantas.

## Ataques
El grupo comenzó a perpetrar ataques incendiarios en las localidades de Villa del Parque y Caballito a finales del 2011 y principios del 2012, subiendo sus comunicados en sitios web anarquistas Mientras avanzaba el año, la cantidad de coches incendiados se acumulaba, siendo los principales objetivos vehículos policiales, transporte público y de alta gama, mientras las localidades más afectadas seguían siendo Caballito , Palermo, Villa Devoto y Villas del Parque, despertando las alarmas de las autoridades. Uno de los ataques más mediáticos del grupo fue el 15 de agosto del 2012 cuando el grupo realizó un ataque explosivo-incendiario con dos artefactos compuestos por gasolina en la concesionaria de automóviles Fiat, en la localidad de Villa Urquiza. Días después el grupo clamó responsabilidad del ataque. También atacaron vehículos en Recoleta y cerca de la embajada italiana en Buenos Aires, así como múltiples ataques reivindicados en el  mes de octubre. Durante el 2012 el grupo y varios anarquistas realizaron decenas de ataques incendiarios en la Área metropolitana de Buenos Aires, contabilizando alrededor de 200 vehículos dañados tan solo en ese año, intensificando sus acciones en los últimos días del año.
En enero del 2013 el grupo clamo responsabilidad de un explosivo improvisado en frente de las instalaciones de la Dirección Nacional del Servicio Penitenciario Federal y más de 25 de ataques contra vehículos de lujo y alta gama en los barrios de Belgrano (Buenos Aires), Nuñez, Recoleta, Palermo, Villa Urquiza, Caballito y Villa Devoto, recibiendo atención por parte de las autoridades y la prensa. Además el grupo siguió atacando durante los meses de febrero a mayo en los barrios antes mencionados y sus alrededores.
Después de varios ataques a coches, el 18 de septiembre del 2013 el grupo clamo atacar con explosivos el edificio de la mutual de Gendarmería, esto en el barrio de Balvanera hiriendo levemente a dos gendarmes que estaban en guardia, clamando el ataque el mismo día del atentado. El ataque tuvo una repercusión mediática, siendo atendido por personal de la Comisaría 5° y Bomberos de la Policía Federal e intervino en el caso el Juzgado Federal N° 2. Después de esto el grupo siguió realizando ataques incendiarios contra vehículos policiales o de alta gama alrededor de la zona metropolitana.
El 9 de enero del 2014 el grupo clamo responsabilidad de un ataque incendiario en contra de una concesionaria Fiat, esto en el barrio de Villa Urquiza. El ataque dejó dañados más de 13 vehículos, además de clamar más vehículos incendiados en barrios porteños. El último comunicado del grupo fue lanzado el 21 de marzo del 2014, clamando responsabilidad del incendio de vehículos de la Policía Federal y otros vehículos de la zona.